# Paratheria
Paratheria là một chi thực vật có hoa trong họ Hòa thảo (Poaceae).

## Loài
Chi Paratheria gồm các loài: